# Mike Cahill (tennista)
Mike Cahill (Waukesha, 17 giugno 1952) è un ex tennista statunitense.

## Carriera
In carriera ha vinto 5 titoli di doppio. Nei tornei del Grande Slam ha ottenuto il suo miglior risultato raggiungendo i quarti di finale di doppio agli US Open nel 1981.

## Statistiche

### Doppio

#### Vittorie (5)
| Numero | Anno | Torneo                          | Superficie  | Compagno        | Avversari in finale               | Punteggio     |
| 1.     | 1976 | Bermuda Open, Hamilton          | Terra rossa | John Whitlinger | Dick Crealy Ray Ruffels           | 6–4, 4–6, 7–6 |
| 2.     | 1977 | Indian Open, Bombay             | Terra rossa | Terry Moor      | Marcelo Lara Jasjit Singh         | 6–7, 6–4, 6–4 |
| 3.     | 1979 | Stowe Open, Stowe               | Cemento     | Steve Krulevitz | Anand Amritraj Colin Dibley       | 3–6, 6–3, 6–4 |
| 4.     | 1981 | Bangkok Tennis Classic, Bangkok | Sintetico   | John Austin     | Lloyd Bourne Van Winitsky         | 6–3, 7–6      |
| 5.     | 1982 | Hawaiian Open, Maui             | Cemento     | Eliot Teltscher | Francisco González Bernard Mitton | 6–4, 6–4      |